# Virginie Andrieux-Lachaume
Pour les articles homonymes, voir Andrieux et Lachaume.
Virginie Andrieux-Lachaume, née le 21 mars 1980 à Martigues, est une haltérophile française.
Elle se classe septième aux Jeux olympiques d'été de 2004 dans la catégorie des moins de 53 kg.
Elle est médaillée de bronze à l'arraché, à l'épaulé-jeté et au général en moins de 53 kg aux Championnats d'Europe d'haltérophilie 2006. 
Elle est sacrée championne de France dans la catégorie des moins de 53 kg en 2004 et 2009 et dans la catégorie des moins de 58 kg en 2002, 2005, 2007, 2001, 2012, 2013, 2014 et 2015.